# Прогин (техніка)

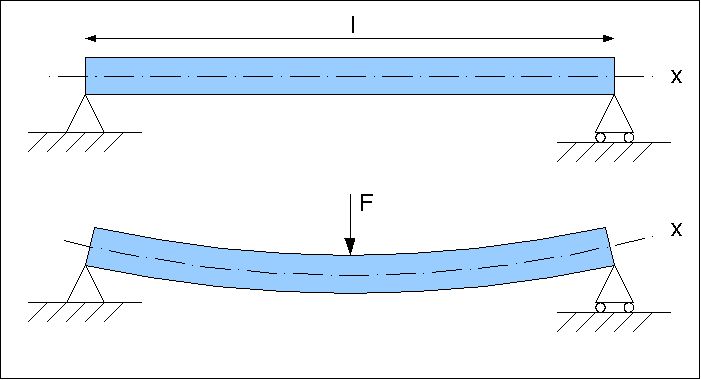
Схематичне зображення деформації згину навантаженої балки на двох опорах

Проги́н в техніці (англ. bending flexure) — вертикальне переміщення точки, що лежить на осі балки (арки, рами тощо) або на серединній поверхні оболонки (пластини), через деформацію, спричинену різними зовнішніми чинниками.
За величиною найбільшого прогину визначають один з граничних станів конструкції. Максимально допустимі значення прогинів для будівельних споруд різних типів наведено у Будівельних нормах і правилах. При випробуванні конструкцій прогин визначають спеціальними приладами — прогиномірами.

## Аналітичне визначення прогину балки
Для аналітичного визначення прогину балки в довільному перерізі потрібно мати рівняння пружної лінії
{\displaystyle w=f(x)}.
Ступінь викривлення осі у межах пружності матеріалу балки залежить від величини згинального моменту і жорсткості бруса. Кривина осі визначається виразом:
{\displaystyle {\frac {1}{\rho }}={\frac {M_{z}}{EI_{z}}},}
де ρ — радіус кривини осі зігнутого бруса у розглянутому перерізі;
Е — модуль Юнга матеріалу бруса;
Iz — осьовий момент інерції перерізу бруса відносно нейтральної лінії.
Для випадку малих деформацій кривина наближено виражається другою похідною від прогину {\displaystyle w(x)}, а тому між координатами зігнутої осі та згинальним моментом існує диференціальна залежність:
{\displaystyle {\frac {d^{2}w(x)}{dx^{2}}}={\frac {M_{z}}{EI_{z}}},}
що називається диференціальним рівнянням осі зігнутого бруса. Його рішення називається рівнянням пружної лінії балки (бруса).
Інтегруючи рівняння, одержимо вираз, що описує прогин балки:
{\displaystyle w(x)=\int dx\int {\frac {M_{z}(x)}{EI_{z}(x)}}dx+Cx+D.}
Сталі C і D визначаються з умов закріплення балки.
Найбільший прогин балки {\displaystyle w(x)_{max}} називається стрілою прогину — f.

## Визначення прогинів у типових задачах
Балка на двох опорах навантажена зосередженим зусиллям посередині
Рівняння пружної лінії:
{\displaystyle w(x)={\begin{cases}-{\frac {Px(4x^{2}-3L^{2})}{48EI}},&{\mbox{for }}0\leq x\leq {\tfrac {L}{2}}\\{\frac {P(x-L)(L^{2}-8Lx+4x^{2})}{48EI}},&{\mbox{for }}{\tfrac {L}{2}}<x\leq L\end{cases}}.}
Стріла прогину:
{\displaystyle f=w_{L/2}={\tfrac {PL^{3}}{48EI}}.}
Консольна балка, навантажена зосередженим зусиллям на вільному кінці
Рівняння пружної лінії:
{\displaystyle w(x)={\tfrac {Px^{2}(3L-x)}{6EI}}.}
Стріла прогину:
{\displaystyle f=w_{C}={\tfrac {PL^{3}}{3EI}}.}
Консольна балка, навантажена рівномірно розподіленим зусиллям
Рівняння пружної лінії:
{\displaystyle w(x)={\tfrac {qx^{2}(6L^{2}-4Lx+x^{2})}{24EI}}.}
Стріла прогину
{\displaystyle f=w_{C}={\tfrac {qL^{4}}{8EI}}.}